# Vrin
Vrin foi uma comuna da Suíça, no Cantão Grisões, com cerca de 275 habitantes. Estende-se por uma área de 71,23 km², de densidade populacional de 4 hab/km². Confina com as seguintes comunas: Aquila (TI), Ghirone (TI), Lumbrein, Medel, Sumvitg, Vals.
A língua oficial nesta comuna é o Romanche.

## História
Em 1 de janeiro de 2013, passou a formar parte da nova comuna de Lumnezia.